# Alexandre Ferdinand Léonce Lapostolle
Alexandre Ferdinand Léonce Lapostolle (Maubeuge, 21 dicembre 1749 – Amiens, 1831) è stato un fisico francese.

Trattato sul modo di preservare le abitazioni dal fulmine e le campagne dalla grandine, 1821 (Fondazione Mansutti, Milano).

Fu docente di fisica e chimica ad Amiens. Studiò l'energia elettrica, scrivendo diversi trattati sulla scoperta della maggiore conducibilità della paglia rispetto al ferro, realizzando un parafulmine con un filo di paglia tra due pali: la paglia avrebbe sottratto l'elettricità delle nubi, impedendo in teoria la formazione della grandine. Il suo primo trattato in francese risale al 1820, mentre l'anno seguente se ne pubblica la traduzione italiana, con le note di Antonio Bodei. Lapostolle prese parte alla polemica sui sistemi di prevenzione contro i fulmini e la grandine, che coinvolse anche Angelo Bellani, Paolo Beltrami, Giuseppe Demongeri, Le Normand, Giovanni Majocchi, Gaetano Melandri Contessi, Pietro Molossi, Giovanni Battista Nazari, Francesco Orioli, Charles Richardot, Antonio Scaramelli, Charles Tholard e Alessandro Volta. Le compagnie assicurative usarono questi studi per valutare rischi e premi per i campi agricoli.